# Bogserbåten Rolf
Bogserbåten Rolf är en svensk bogserbåt, som byggdes 1904 av Thorskogs varv i Lilla Edets kommun.
Bogserbåten Rolf byggdes som en ångdriven bogserbåt för Borgviks järnbruk för att bland annat bogsera pråmar med järnmalm från Otterbäcken. Mellan 1921 och 1950 ägdes hon av Billeruds AB med Slottsbron som hemmahamn. Hon motoriserades 1950 och fick då Säffle som hemmahamn och hamnade senare på västkusten. År 1994 köptes hon av Föreningen för bevarandet av bogserbåten Rolf Seffle.
Hon är k-märkt.